# Черв'яга
Черв'яга (Caecilia) — рід земноводних родини Черв'яги ряду Безногі земноводні. Має 33 види.

## Опис
Є типовим родом своєї родини. Будова тіла та забарвлення представників цього роду схожі за основними показниками черв'яг. Низка вчених розглядають цей рід як парафілетичний.
Полюбляють водно-болотяні місцини у Панамі, північній та центральній частинах Південної Америки.

## Види
- Caecilia abitaguae
- Caecilia albiventris
- Caecilia antioquiaensis
- Caecilia armata
- Caecilia atelolepis
- Caecilia attenuata
- Caecilia bokermanni
- Caecilia caribea
- Caecilia corpulenta
- Caecilia crassisquama
- Caecilia degenerata
- Caecilia disossea
- Caecilia dunni
- Caecilia flavopunctata
- Caecilia goweri
- Черв'яга струнка (Caecilia gracilis)
- Caecilia guntheri
- Caecilia inca
- Caecilia isthmica
- Caecilia leucocephala
- Caecilia marcusi
- Caecilia mertensi
- Caecilia museugoeldi
- Caecilia nigricans
- Черв'яга довга (Caecilia occidentalis)
- Caecilia orientalis
- Caecilia pachynema
- Caecilia perdita
- Caecilia pressula
- Caecilia pulchraserrana
- Caecilia subdermalis
- Caecilia subnigricans
- Caecilia subterminalis
- Черв'яга амазонська (Caecilia tentaculata)
- Caecilia tenuissima
- Caecilia thompsoni
- Caecilia volcani